# Panamerikanische Spiele 2007/Wasserspringen
Bei den Panamerikanischen Spielen 2007 in Rio de Janeiro, Brasilien wurden vom 25. bis 28. Juli 2007 insgesamt acht Wettbewerbe im Wasserspringen ausgetragen, jeweils ein Einzel- und ein Synchronspringen vom 3-Meter-Brett und 10-Meter-Turm für Frauen und Männer.
Erfolgreichste Teilnehmerin war bei den Frauen Paola Espinosa, die drei Gold- und eine Silbermedaille gewinnen konnte. Bei den Männern waren die Wettbewerbe ausgeglichener, es siegte im Kunstspringen Alexandre Despatie, im Turmspringen José Antonio Guerra und in den Synchronwettbewerben jeweils das US-amerikanische Duo. Insgesamt konnten Athleten aus sechs Ländern Medaillen gewinnen.

## Teilnehmer
Insgesamt nahmen 48 Wasserspringer an den Wettbewerben im Wasserspringen teil, 23 Frauen und 25 Männer. Es waren sieben verschiedene Nationen vertreten.
| Brasilien (3/4) Kanada (4/4) Kolumbien (1/2) | Kuba (4/4) Mexiko (3/4) USA (4/4) | Venezuela (4/3) |

## Ergebnisse

### Frauen

#### 3-Meter-Kunstspringen
| Platz | Land      | Athlet            | Punkte |
| ----- | --------- | ----------------- | ------ |
| 1     | Mexiko    | Paola Espinosa    | 361,20 |
| 2     | Mexiko    | Laura Sánchez     | 347,45 |
| 3     | USA       | Kelci Bryant      | 344,15 |
| 4     | Brasilien | Juliana Veloso    | 326,90 |
| 5     | USA       | Ariel Rittenhouse | 318,15 |
| 6     | Kanada    | Meaghan Benfeito  | 289,65 |
| 7     | Venezuela | Jocelyn Castillo  | 285,20 |
| 8     | Kolumbien | Diana Pineda      | 273,85 |
| 9     | Venezuela | Alejandra Fuentes | 268,20 |
| 10    | Kuba      | Yaima Mena        | 268,15 |
| 11    | Brasilien | Milena Sae        | 249,70 |
| 12    | Kanada    | Kelly MacDonald   | 248,25 |

Vorkampf und Finale am 27. Juli 2007.

#### 10-Meter-Turmspringen
| Platz | Land      | Athlet              | Punkte |
| ----- | --------- | ------------------- | ------ |
| 1     | Mexiko    | Paola Espinosa      | 380,95 |
| 2     | USA       | Haley Ishimatsu     | 364,60 |
| 3     | Brasilien | Juliana Veloso      | 356,25 |
| 4     | Kanada    | Émilie Heymans      | 348,20 |
| 5     | Mexiko    | Tatiana Ortiz       | 340,90 |
| 6     | Kanada    | Marie-Ève Marleau   | 326,60 |
| 7     | USA       | Mary Beth Dunnichay | 309,60 |
| 8     | Kuba      | Yaima Mena          | 285,75 |
| 9     | Kolumbien | Diana Pineda        | 270,10 |
| 10    | Brasilien | Milena Sae          | 267,40 |
| 11    | Kuba      | Yolanda Ortiz       | 263,15 |
| 12    | Venezuela | Kiara Buelvas       | 261,80 |

Vorkampf und Finale am 25. Juli 2007.

#### 3-Meter-Synchronspringen
| Platz | Land      | Athlet                           | Punkte |
| ----- | --------- | -------------------------------- | ------ |
| 1     | Mexiko    | Paola Espinosa Laura Sánchez     | 307,80 |
| 2     | USA       | Kelci Bryant Ariel Rittenhouse   | 305,10 |
| 3     | Kanada    | Meaghan Benfeito Kelly MacDonald | 276,60 |
| 4     | Brasilien | Juliana Veloso Tammy Takagi      | 273,30 |
| 5     | Venezuela | Laurent Pérez Jocelyn Castillo   | 261,39 |
| 6     | Kuba      | Daile Valdés Yaima Mena          | 246,72 |

Finale am 28. Juli 2007.

#### 10-Meter-Synchronspringen
| Platz | Land      | Athlet                              | Punkte |
| ----- | --------- | ----------------------------------- | ------ |
| 1     | Kanada    | Émilie Heymans Marie-Ève Marleau    | 327,30 |
| 2     | Mexiko    | Paola Espinosa Tatiana Ortiz        | 325,14 |
| 3     | USA       | Haley Ishimatsu Mary Beth Dunnichay | 297,54 |
| 4     | Kuba      | Yaima Mena Yolanda Ortiz            | 266,49 |
| 5     | Brasilien | Evelyn Winkler Milena Sae           | 265,95 |

Finale am 26. Juli 2007.

### Männer

#### 3-Meter-Kunstspringen
| Platz | Land      | Athlet             | Punkte |
| ----- | --------- | ------------------ | ------ |
| 1     | Kanada    | Alexandre Despatie | 503,65 |
| 2     | Brasilien | César Castro       | 492,70 |
| 3     | USA       | Troy Dumais        | 484,25 |
| 4     | Kuba      | Jorge Betancourt   | 453,75 |
| 5     | Kolumbien | Juan Urán          | 447,00 |
| 6     | Mexiko    | Rommel Pacheco     | 435,40 |
| 7     | USA       | Mitch Richeson     | 429,80 |
| 8     | Mexiko    | Yahel Castillo     | 425,75 |
| 9     | Venezuela | Luis Villarroel    | 419,90 |
| 10    | Kuba      | Jorge Pupo         | 385,50 |
| 11    | Venezuela | Emilio Colmenares  | 373,50 |
| 12    | Brasilien | Cassius Duran      | 364,80 |

Vorkampf und Finale am 26. Juli 2007.

#### 10-Meter-Turmspringen
| Platz | Land      | Athlet              | Punkte |
| ----- | --------- | ------------------- | ------ |
| 1     | Kuba      | José Antonio Guerra | 527,40 |
| 2     | Mexiko    | Rommel Pacheco      | 510,15 |
| 3     | Kanada    | Alexandre Despatie  | 505,80 |
| 4     | Kolumbien | Juan Urán           | 470,40 |
| 5     | Brasilien | Hugo Parisi         | 456,60 |
| 6     | USA       | Thomas Finchum      | 454,10 |
| 7     | Brasilien | Cassius Duran       | 423,40 |
| 8     | Kanada    | Riley McCormick     | 407,15 |
| 9     | Kolumbien | Víctor Ortega       | 404,25 |
| 10    | USA       | David Boudia        | 399,20 |
| 11    | Mexiko    | Giann Tejada        | 395,00 |
| 12    | Kuba      | Jorge Pupo          | 365,45 |

Vorkampf und Finale am 28. Juli 2007.

#### 3-Meter-Synchronspringen
| Platz | Land      | Athlet                            | Punkte |
| ----- | --------- | --------------------------------- | ------ |
| 1     | USA       | Mitch Richeson Troy Dumais        | 422,52 |
| 2     | Kuba      | Erick Fornaris Jorge Betancourt   | 407,10 |
| 3     | Kanada    | Alexandre Despatie Arturo Miranda | 401,40 |
| 4     | Venezuela | Emilio Colmenares Ramón Fumadó    | 383,16 |
| 5     | Mexiko    | Luis Huerta Yahel Castillo        | 380,79 |
| 6     | Brasilien | Cassius Duran César Castro        | 373,98 |

Finale am 25. Juli 2007.

#### 10-Meter-Synchronspringen
| Platz | Land      | Athlet                             | Punkte |
| ----- | --------- | ---------------------------------- | ------ |
| 1     | USA       | David Boudia Thomas Finchum        | 437,64 |
| 2     | Kuba      | Erick Fornaris José Antonio Guerra | 421,91 |
| 3     | Kolumbien | Juan Urán Víctor Ortega            | 416,10 |
| 4     | Brasilien | Cassius Duran Hugo Parisi          | 415,61 |
| 5     | Kanada    | Reuben Ross Riley McCormick        | 401,73 |
| 6     | Mexiko    | Yahel Castillo Rommel Pacheco      | 395,46 |

Finale am 27. Juli 2007.

## Medaillenspiegel
| Platz  | Land      | Gold | Silber | Bronze | Gesamt |
| ------ | --------- | ---- | ------ | ------ | ------ |
| 1      | Mexiko    | 3    | 3      | –      | 6      |
| 2      | USA       | 2    | 2      | 3      | 7      |
| 3      | Kanada    | 2    | –      | 3      | 5      |
| 4      | Kuba      | 1    | 2      | –      | 3      |
| 5      | Brasilien | –    | 1      | 1      | 2      |
| 6      | Kolumbien | –    | –      | 1      | 1      |
| Gesamt | Gesamt    | 8    | 8      | 8      | 24     |